# Auguste Pierrot
Auguste Émile Pierrot né le 31 janvier 1871 à Vioménil, décédé le 4 avril 1957 à l'hôpital de Bussang, inhumé au cimetière du Ménil-Thillot en avril 1957 est un instituteur, nommé ensuite professeur de chant et de musique au collège de Saint-Dié, bibliothécaire et archiviste de la Ville de Saint-Dié, archéologue et folkloriste français. De 1899 à 1949, il est le bibliothécaire inamovible de la ville de Saint-Dié. Il a été archiviste après 1925, secrétaire-archiviste de 1931 à 1935 et enfin du 12 novembre 1935 au 12 juin 1949 président de la société philomatique vosgienne.

## Biographie
Son père Emile Pierrot est un jeune instituteur de 21 ans résidant à Vioménil, sa mère Marie Philomène Marulier, âgée de 22 ans, dentellière, a accouché au domicile du couple. Au concours scolaire de 1887, organisé avec le comice agricole de l'arrondissement à Epinal, Auguste Pierrot obtient une mention honorable, l'équivalent d'un septième prix. Le jeune normalien Auguste (encore en vacances ?) est venu de Vioménil avec son père Emile, instituteur qui a présenté les écoles de Vioménil. Le père a aussi reçu une médaille d'argent pour sa distillation d'eaux de vie de groseilles et de mirabelles, rejoignant au palmarès le maire Benjamin Joly reconnu pour son kirsch. 
L'instituteur titulaire de Vioménil est familier de la mairie de Vioménil et des comices agricoles républicains de l'arrondissement d'Épinal, en particulier des concours scolaires qui leur sont associés. Il n'échappe pas à une mutation avant la fin de sa carrière en octobre 1896, alors que M. Bernard, instituteur titulaire, prend sa place à Vioménil, et qu'il est muté dans la commune voisine à Charmois-l'Orgueilleux en remplacement de M. Marulier. L'éloignement est plus important qu'il n'y paraît, du fait de l'absence de routes et de chemin de fer menant directement d'une localité à l'autre.

### Formation supérieure
Elève à l'école normale de Mirecourt, de 1887 à 1890, ce fils d'instituteur vosgien, formé à l'école des chantres-maîtres d'école itinérants de la Vôge et auteur de musique, voire volontiers auteur-chansonnier, est nommé d'abord instituteur stagiaire à Épinal. Il est plausible qu'à la suite d'un concours en 1892, Auguste Pierrot ait vu une de ses chansons, L'aveugle d'Alsace dédicacée à son père, primée par l'Alliance des chansonniers de France.

### Enseignant
Le jeune enseignant arrive à Saint-Dié le 1er octobre 1893 et s'intéresse d'emblée autant à la ville industrielle dotée d'une architecture d'Ancien Régime en son centre administratif d'ancienne subdélégation, qu'à la riche bibliothèque municipale, qui contient d'inestimables documents témoignant de l'attrait des vénérables chanoines de Saint-Dié pour l'art musical depuis le XIVe siècle. Il initie une chorale de voix d'élèves recrutés dans les écoles primaires de la Ville, qui fait aussitôt sa renommée. 
Cette curiosité alliée à un sens pédagogique remarquable et à une activité inlassable le fait accepter à la bibliothèque municipale, en tant que sous-bibliothécaire dès 1896 auprès de l'oncle de sa future épouse, Emile Tremsal, sixième bibliothécaire de la Ville et directeur d'école de la rue d'Hellieule. En tant qu'enseignant spécialisé, il est promu le 1er octobre 1901 au collège de Saint-Dié pour enseigner à la première classe préparatoire du collège, en huitième, en plus du chant et du dessin. 
Au collège de garçons de Saint-Dié, situé alors rue Stanislas, outre la chorale scolaire qu'il anime, le professeur chargé des huitièmes crée un petit musée de l'industrie pour aider les collégiens, à la fois selon lui manquant de sens pratique et ignorant la dimension collective de l'action économique. La cinquantaine d'unités industrielles de la Ville lui fait parvenir gracieusement, répondant à son initiative, des échantillons des produits fabriqués, des objets manufacturés ou à défaut des modèles réduits de leurs conceptions. Il part collecter parfois des matériaux bruts pour expliquer a minima les transformations de la matière, montrer le travail de l'homo faber et s'échine à produire de longs rapports valorisant cette pédagogie concrète, proche d'un cours appliqué ou d'initiation de technologie industrielle, pour obtenir auprès du principal du collège des vitrines et des surfaces d'exposition en fond de classe ou le long de couloir, nécessaires à son musée en extension.
Le professeur de chant au collège, émule du pédagogue Émile Chevé dans la lignée de Jean-Jacques Rousseau, est partisan de la méthode simplifiant le solfège, nommée "galiniste", qui revient en force au milieu de la Belle Époque. En 1905, le couple Pierrot réside 30, rue Jacques Delille.

### Bibliothécaire
Pendant trois années dès 1896, Auguste est supplétif bénévole à la bibliothèque, sous-bibliothécaire auprès de l'oncle de sa fiancée, puis de son épouse, François-Emile Tremsal, qui est, en plus de son emploi d'instituteur directeur d'école, archiviste bibliothécaire de la Ville avant 1886. Madame Tremsal tient de surcroît une librairie importante, 21 rue de la Gare. En 1890, la bibliothèque municipale qui ouvre seulement les mardi, jeudi et samedi matins de 10 h à midi ne compte officiellement que 12000 volumes recensés. Un recensement jugé nécessaire par le maire Émile Rœsler est en cours. En 1899, la bibliothèque abrite désormais officiellement 15000 volumes, elle est ouverte en semaine les mardi et samedi de 11h à midi, et le jeudi de 9h à midi, y officie le bibliothécaire Tremsal, domicilié 21, rue de la Gare et l'aide-bibliothécaire Pierrot, habitant 25, rue de la Bolle, selon l'annuaire de Saint-Dié.
Émile Tremsal, peut-être de santé fragile, en tout cas épuisé par cette fonction, alourdie par l'inventaire, en surcroît de son poste d'enseignant, responsable auprès des autorités de la Ville, aussi chichement rémunératrice que modestement gratifiante, démissionne après 1899 après avoir réalisé un large inventaire des manuscrits, référencé à la bibliothéque de France. 
Auguste reste avec deux assistants pour lancer un travail de catalogage d'auteurs à partir de fiches alphabétiques, et finalement accepte la charge de septième bibliothécaire-archiviste de la Ville. Une grande partie des livres étaient présents, mais sous des fonds parfois autonomes et en dépôt sans legs de propriété. Il s'efforce de rationaliser la gestion, ainsi en trois décennies les anciens fonds Blondin ou Grelot, les ouvrages de la société philomatique vosgienne après accord signé en 1901 avec René Ferry pour reversement automatique après un an de dépôt, le legs Isidore Finance ou les premiers legs de Fernand Baldensperger, les énormes ouvrages autrefois légués par Jules Ferry à la société philomatique vosgienne, la bibliothèque de Jules Ferry jointe à celle de son jeune neveu Abel Ferry rejoint les cinquante mille ouvrages possédés. Le bibliothécaire doit même gérer en urgence une partie des fonds livresques du séminaire lors de la confiscation des biens de l'église de Saint-Dié en 1905. Chaque fonds garde son histoire, mais les droits juridiques de possessions sont ainsi simplifiés.
La mise en valeur des collections et la présentation au public des collections ne sont pas oubliées. La catalographie suivant l'exemple de la Bibliothèque nationale est toutefois exigeante, le jeune bibliothécaire qui ne veut pas vivre l'épuisement de son oncle fait appel à des bénévoles. C'est ainsi que non comptant de demander plus de place dans les bâtiments supérieurs de la mairie, il fait appel à la commission lecture de la société philomatique vosgienne, et plus tard, s'appuie sur le labeur persévérant de Georges Baumont. Auguste Pierrot, qui n'a fait qu'un petit stage de formation de bibliothécaire à Besançon, comprend que l'art du bibliothécaire se sépare de celui du catalographe, tout en mettant à part le rôle de fonctionnaire et gestionnaire de bibliothécaire qu'il va illustrer dans sa phase de conception.
En 1911, Auguste Pierrot et sa petite famille, composée de son épouse Marie et de ses deux fils Roger et André, ainsi que la jeune sœur de son épouse, Blanche, habitent la maison avec jardin, sise 4 ruelle du Breuil rive droite de la Meurthe, à Saint-Dié. Il est caractéristique que le recensement de 1911 le mentionne comme bibliothécaire de la Ville, né à Vioménil en 1871, et n'indique nullement sa première activité professionnelle de professeur-instituteur au collège, qui est aussi la plus lucrative. La bibliothèque ouverte à l'étage de l'Hôtel de ville, les mardis et samedis de 11 h à midi, et les jeudis de 9 h à midi, compte officiellement 23000 volumes en 1911. Depuis des années, le professeur Paul Bertrand est son aide-bibliothécaire. 
Le déménagement de la bibliothèque initiée en 1924 a bien été imposé par la mise en place du musée de la Ville de l'entre-deux-guerres. Cette migration de 40000 volumes lui permet de faire appel à de multiples avis et aides bénévoles, qui l'incite à adapter le lieu d'implantation quitte à faire réévaluer le budget de déplacement, il supervise avec méticulosité le transfert par paquets normalisés et innove une nouvelle bibliothèque avec un libre accès au livre par une bibliothèque populaire, plus tard dite lecture publique avec une salle de prêt, une salle de lecture sur place paisible pour les chercheurs et les consultations de collectionneurs, une salle de périodiques. La charge émotionnelle de cette opération sous pression le laisse d'ailleurs épuisé, absent et malade, mais les aménageurs bien dirigés, ainsi que les bénévoles formés et assistants impliqués, terminent sans peine la mise en place prévue dans les moindres aspects. Saint-Dié, petite ville industrielle à l'instar de quelques grandes villes françaises, possède une bibliothèque populaire qui prête 30000 livres à l'année autour de 1930 et même jusqu'à 38000 en 1943.
L'annuaire des bibliothèques et des archives édité en 1927 présente la bibliothèque municipale de Saint-Dié rue d'Hellieule dirigé par le bibliothécaire A. Pierrot, avec son budget de 26300 Francs (incluant le frais de personnel 10200 F), ses heures et jours ouvrables, ses principaux dépôts, à savoir 42154 imprimés, 140 incunables et 134 manuscrits préservés. L'institution municipale, fermée en août et septembre, n'ouvre que cinq jours en semaine, le mardi de 9h à 12 h et de 15 h à 16 h, le mercredi matin de 9 h à 11 h 30, le jeudi matin de 9 h à 12 h, le vendredi matin de 9 h à 11 h 30, et enfin le samedi de 9 h 30 à 11 h 30 et de 16 h 30 à 18 h. La bibliothèque dispose d'une salle de lecture spacieuse, d'une salle des périodiques en retrait, plus confidentielle où se réunissent par exemple les comités ou sections philomates, et, assez extraordinaire pour l'époque, d'une salle de prêt en libre accès. Elle pratique aussi le prêt par caisse de livre dans les écoles et les usines. 
Le graduel de la collégiale de Saint-Dié, gros et magnifique ouvrage rituel et musical préservé, avait été préempté par le musée municipal en 1925, pour y être exposé au public. Après de longues polémiques et quelques aléas destructeurs, le bibliothécaire en reçut la garde. Pendant l'Occupation, Auguste Pierrot racontait que divers Allemands, officiers ou simples touristes curieux, renvoyés bredouille du Musée de l'hôtel de Ville, se présentaient à lui pour découvrir ce chef-d'œuvre d'enluminures colorées. Il répondait invariablement que nombre d'ouvrages anciens avaient été pillés ou alors n'étaient point disponibles à la consultation. Si la demande revenait insistante ou impérieuse, il déclinait la demande en se tenant debout, ostensiblement irrité, et en assénant une proposition "Vous voyez bien que je ne suis pas assis dessus". Or, sa lourde chaise revêtu de cuir contenait dans un compartiment caché en bois le précieux joyaux.

### Chercheur philomate et mondain
Auguste Pierrot, de santé désormais fragile depuis 1925, année où il a dû, la mort dans l'âme, renoncer à l'enseignement, sait s'entourer de discrets bénévoles. Marc François, véritable patron après René Ferry de la société philomatique vosgienne, détachée en grande part de toute tutelle municipale, après son déménagement en suivant la bibliothèque, n'est pas indifférent à la fertile association naissante du binôme George Baumont et Auguste Pierrot, notamment concernant l'étude du Vieux-Saint-Dié. Il facilite leurs prises d'autorité respectives au sein du bureau de la société dès 1929. Quelques années plus tard, Marc François craint une possible mainmise de la Ville par l'intermédiaire de son bibliothécaire, d'où sa candidature et son élection en 1934, alors qu'il est fortement affaibli par une maladie cardiaque. En novembre 1935, Auguste Pierrot est entouré d'un équipage dévoué, avec le capitaine retraité, Adrien Contal, demeurant au poste de trésorier et E. Besson, qui le remplace à la fonction du secrétariat.  
Auguste Pierrot, déjà excellent conférencier sur le thème du transport et des diligences, sur la vie traditionnelle au XIXe siècle et le folklore, s'invente aussi une vie plus frivole et mondaine, en participant à la vie du Foyer des Ferry, il en est d'entrée de jeu le conservateur, et aux réceptions de la ville de Saint-Dié. Ce foyer est une association disposant d'un pavillon ou local installé à côté de la nouvelle bibliothèque, véritable salle d'accueil et de réunion, ornée d'objets et de documents ayant appartenu à Jules Ferry et sa famille, légués par Mme Abel Ferry, qui à la fois valorise l'héritage et le souvenir de cette famille républicaine, et organise des conférences pour les écoles et des animations culturelles pour éduquer la bonne jeunesse locale. Sur ce plan, en acceptant de superviser la construction en 1932 de cette annexe-sanctuaire de la bibliothèque et de siéger pendant quinze ans au bureau, souvent en tant que trésorier, il est un homme dévoué au service des puissantes familles de la bourgeoisie républicaine, soit de l'ancienne garde des Ferry, soit obéissant aux maires autoritaires, Louis Burlin et ses successeurs. Auguste Pierrot est en première ligne pour trouver des conférenciers pour les séances du Foyer, et ses choix sont souvent malicieux pour un cénacle dirigeant ostensiblement mondain : ainsi en 1939, il invite le peintre archéologue Emile Gerlach, surnommé l'ermite de Luvigny, à prononcer une conférence aux Molières, lieu-dit forestier aménagé sur le haut vallon du ruisseau de Robache, à l'endroit même où Gaston Save pensait avoir trouvé des vestiges celtiques.
Titulaire de la médaille d'argent de la société d'archéologie de France en 1933, ce conférencier et écrivain érudit réputé était lauréat de l'Institut.
Le bibliothécaire planificateur, soucieux de fonder une institution vivante, accueillante, permettant la vie d'un foyer culturel est aussi un chercheur soucieux d'éditer des ouvrages. Il entreprend une série de publication qu'il publie dans la "collection des Amis de la Bibliothèque de Saint-Dié". Georges Baumont, là encore, se révèle son fidèle soutien. Ils publient ensemble en 1928 un premier album dénommé Iconographie de Saint-Dié avec le mécénat de Adolphe Weick fils où Auguste laissant la rédaction du texte à Georges, s'occupe de la collecte et sélection des clichés et s'applique aux tâches éditoriales, puis de 1929 à 1933, avec des secondes parutions de 1934 à 1937, une série d'albums ou de dossier contenant des planches à valeur historique et artistique, intitulés Saint-Dié et ses environs, variétés iconographiques. La crise économique les limite à cinq. La carte des bornes armoriées de la région dressée à partir d'un travail d'inventaire sur le terrain de l'archéologue et randonneur philomate, Paul Evrat contribue à la réputation de ces derniers albums.
Très jeune, outre le champ musical, Auguste Pierrot s'était intéressé aux fouilles archéologiques, aux croyances et légendes, au contenu mythologique qui imbibait la tradition orale et les historiographies anciennes. Membre correspondant de la Société du folklore français ou Société folklorique de France, lecteur assidu de Arnold Van Gennep, il publie dans le bulletin de la société philomatique vosgienne des séries d'études sur les légendes vosgiennes, les Fées et le Diable. Si ces publications occupent parfois l'intégralité du bulletin d'avant-guerre au niveau des articles, son rôle de président de la société philomatique vosgienne est bénéfique : il maintient pendant 16 années une publication régulière, certes souvent maigre, pendant une période de restriction budgétaire pour les sociétés savantes, mais en gardant une adhésion accessible et populaire, il sait recruter nombre d'adhérents et valoriser les études et activités philomates. 
Auguste Pierrot, avant son grand voyage en Amérique en 1939, prenant part à une délégation municipale conduite par le maire Léon Jacquerez et l'industriel Paul Duval, est nommé Chevalier de la Légion d'honneur en 1938, à la suite de la remise de la médaille d'honneur de la Ville, marraine de l'Amérique, au général Pershing. Le bibliothécaire de Saint-Dié a ressenti une grande joie à l'annonce qu'il représenterait, en homme de culture, la ville de Saint-Dié à l'occasion de cette visite solennelle au gouvernement fédéral des États-Unis.
Au sortir de la Guerre, à partir de 1946, malgré le manque de papier de qualité et d'aisance financière de son institution, le bibliothécaire éditeur lance une ultime suite de Cahiers Vosgiens, simplement ronéotypés ou hectographiés. En 1949, le bibliothécaire fatigué prend sa retraite, en toute sérénité sachant que la bibliothèque est dirigée et animée par son fidèle collaborateur, bénévole depuis des décennies, Georges Baumont, ce dernier entouré d'une petite équipe efficace. Il est nommé à l'unanimité président d'honneur de la société philomatique vosgienne.

### Dernières années loin de Saint-Dié en lente reconstruction
Le couple Pierrot qui n'a plus d'enfants à charge, acquiert la jouissance, au tournant des années trente, d'un appartement 24, rue du Maréchal Foch près de la rue d'Amérique. L'immeuble où réside le bibliothécaire de la ville et son épouse abrite en 1931, trois autres appartements où vivent une veuve septuagénaire, et deux familles à jeune enfant unique, celle d'un inspecteur des contributions indirectes d'origine méridionale et celle du gérant de la Gazette Vosgienne, l'éditeur Georges Freisz, ami de Georges Baumont. 
Auguste Pierrot gardait une résidence au Ménil-Thillot que son épouse avait héritée de ses beaux-parents. Ses moyens à Saint-Dié restent modestes, car le couple a perdu son principal bien immobilier, son bel appartement rive droite rue du Nord. Tant bien que mal, le couple Pierrot habite depuis novembre 1944 un médiocre et étroit deux-pièces aménagé sommairement derrière le bureau du bibliothécaire du premier étage de la bibliothèque Hellieule. La situation inconfortable s'éternise car la Reconstruction est différée faute de matériaux pour rebâtir. Ne parvenant à trouver un logement convenable à ses moyens et refusant de vivre en baraque, après avoir pris sa retraite en 1949, le conservateur émérite Auguste Pierrot qui parvient vers l'âge de 80 ans et son épouse quittent définitivement en octobre 1950 une ville en grande partie arasée rive droite après le vaste chantier de déblaiement des ruines. 
Ses dernières années de vie sont attristées par le décès le 1er décembre 1954 de son épouse, dont il était dépendant. Il est pris en charge à l'hospice de Bussang.
Âgé de 86 ans, après avoir été grabataire à l'hospice de Bussang, il décède le 4 avril 1957 à l'hôpital de Bussang, il est inhumé au cimetière du Ménil-Thillot. Une modeste délégation déodatienne, conduite par le maire Jean Mansuy en personne, se rend à ses obsèques pour un solennel hommage à ce fils d'adoption de la ville de Saint-Dié. Jean Mansuy rappelait la vigueur de son écriture et la verve spirituelle de ses propos épistolaires deux mois à peine avant sa disparition.

## Hommage
Une rue du nouveau quartier Foucharupt à Saint-Dié porte son nom depuis le 25 mai 1975. Elle a été inaugurée en présence de ses belles-filles, ses petits-enfants et petits-cousins venus parfois de fort loin, et accueillis par les autorités de la Ville, en particulier le maire Pierre Noël les conseillers et les principaux responsables des services municipaux.
Bien avant cet hommage, et même avant sa disparition, Auguste Pierrot n'était point une personnalité sans notoriété dans tous les milieux sociaux de la Ville et même de l'arrondissement de Saint-Dié. La bibliothéque populaire qu'il avait lancée en 1925 avait incontestablement touché le grand public au cours des années trente. Les humoristes locaux et autres caricaturistes amateurs, rassemblés sous le nom trivial de l'école du Breuil, au tournant des années 1950, n'avaient qu'à prendre ses nom et prénom pour composer un clown à la fois un Auguste en abîme de réflexion et Pierrot lunaire, ou dans une déclinaison absurde ni l'un ni l'autre, mais ils préféraient confondre avec malice les personnalités de Charles Pecatte et de Auguste Pierrot, en une unique caricature de bibliothécaire artiste bourgeois engoncé dans un sévère costume noir, vieillard hâve et amaigri, errant un gros livre à la main (graduel ?) dans sa maison-bibliothéque au premier plan bien fournie, mais en réalité transpercée et en ruine comme l'arrière-fond graphique le laissait deviner. Une image de la culture locale dans un champ de ruines !